# Колыбели Духа
Колыбель Духа (укр. Дом 15 на ул. арх. Городецкого) — бывший доходный дом. Первый дом в Киеве построенный в стиле модерн на ул. арх. Городецкого, которая начинается от пл. Незалежности — главной площади Киева.

## История
Дом был построен на территории бывшей усадьбы проф. Меринга. В период градостроительного бума, на территории усадьбы проложили три улицы и площадь. Одной из улиц была Николаевская ул. (ныне ул. арх. Городецкого). На одном из участков земли предназначенном для продажи на этой новой улице и был доходный дом «Колыбель Духа»
В 1941 г. здание серьезно пострадало во время пожара, организованного диверсионными отрядами НКВД при отступлении Красной армии и было восстановлено после войны в 1948 г.

## Архитектура
Дом построен в стиле модерн и был первым в Киеве домом построенным в этом стиле. Членение парадного фасада симметрично. Окна различной формы от прямоугольных до круглых как будто разрывают кирпичную стену дома и смотрятся невероятно выразительно.

## Иконография
Декоративное оформление парадного фасада доходного дома «Колыбель Духа» по обычаю раннего варианта стиля модерн пышное. Многочисленные цветочные орнаменты занимают почти всё свободное пространство парадного фасада. Фронтон дома украшен маской Хроноса. Кованные решетки балконов продолжают общую для дома цветочную тему. Замковый камень арки — стилизованная герма, увенчанная головой женского божества, матери Зевса — титаниды Реи (Цибелы). Головы Карибантов — демонов растительных сил земли, бивших по легенде в барабаны, чтобы заглушить плач маленького Зевса, украшают тяги дома.
Авторы книги «Киев в стиле модерн» в символическом декоре дома зашифрован древнегреческий миф о Хроносе и Зевсе.
Они пишут: «На фронтоне дома архитектор поместил выразительный мужской маскарон с отверстым ртом. Этот зев, готовый как поглотить, так и извергнуть, является именно той выделяющейся деталью образа, которая позволяет узнать в нём титана Крона (Хроноса, Сатурна), „пожирающего своих детей“ … Посредством символов архитектором устанавливались аналоги между воссозданием космоса из хаоса и устройством отгороженного от мира дикой природы освоенного человеком культурного пространства …»
К сожалению, в настоящее время часть декоративных элементов дома «Колыбель Духа» утрачена.

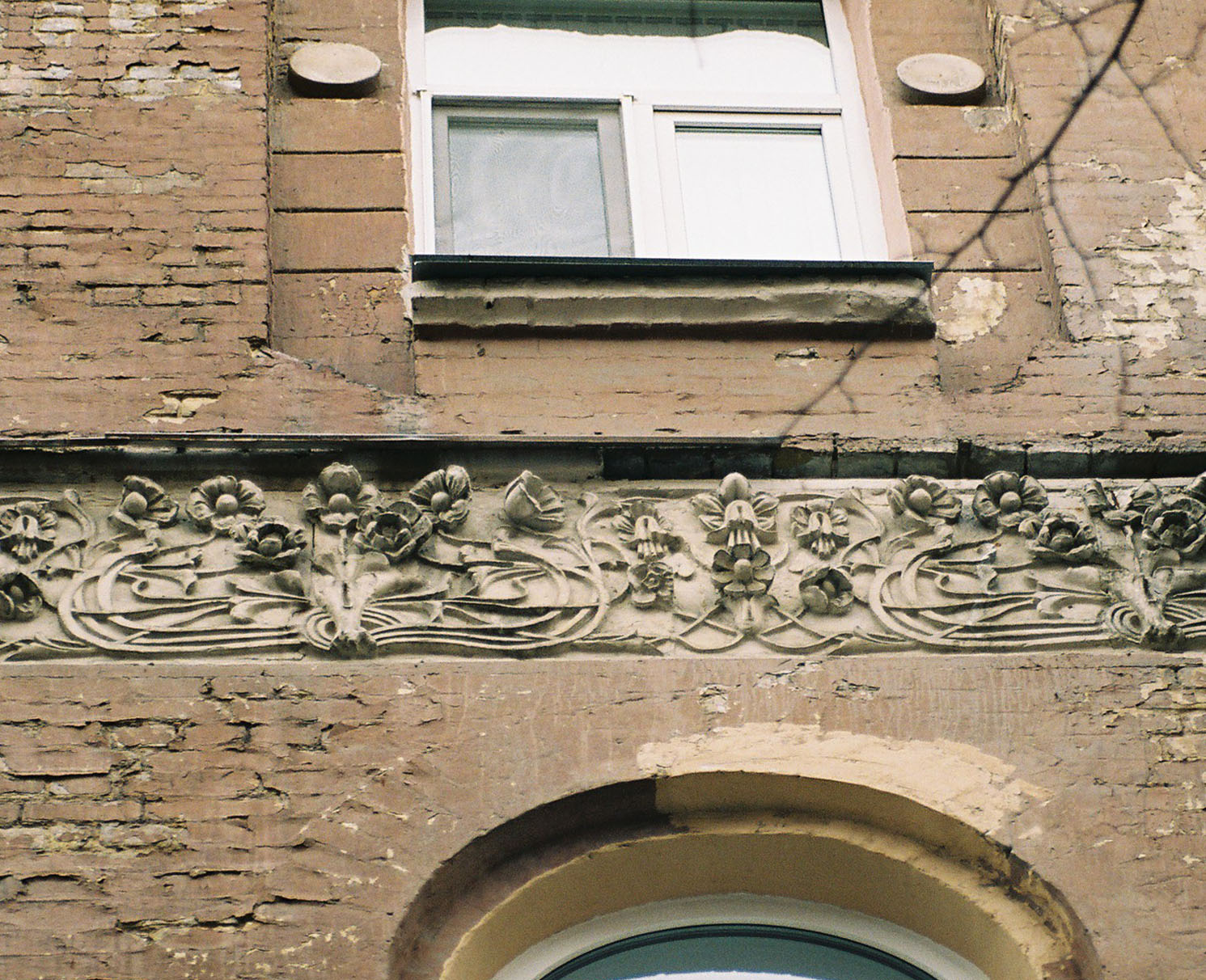
Цветочный орнамент. Фрагмент парадного фасада
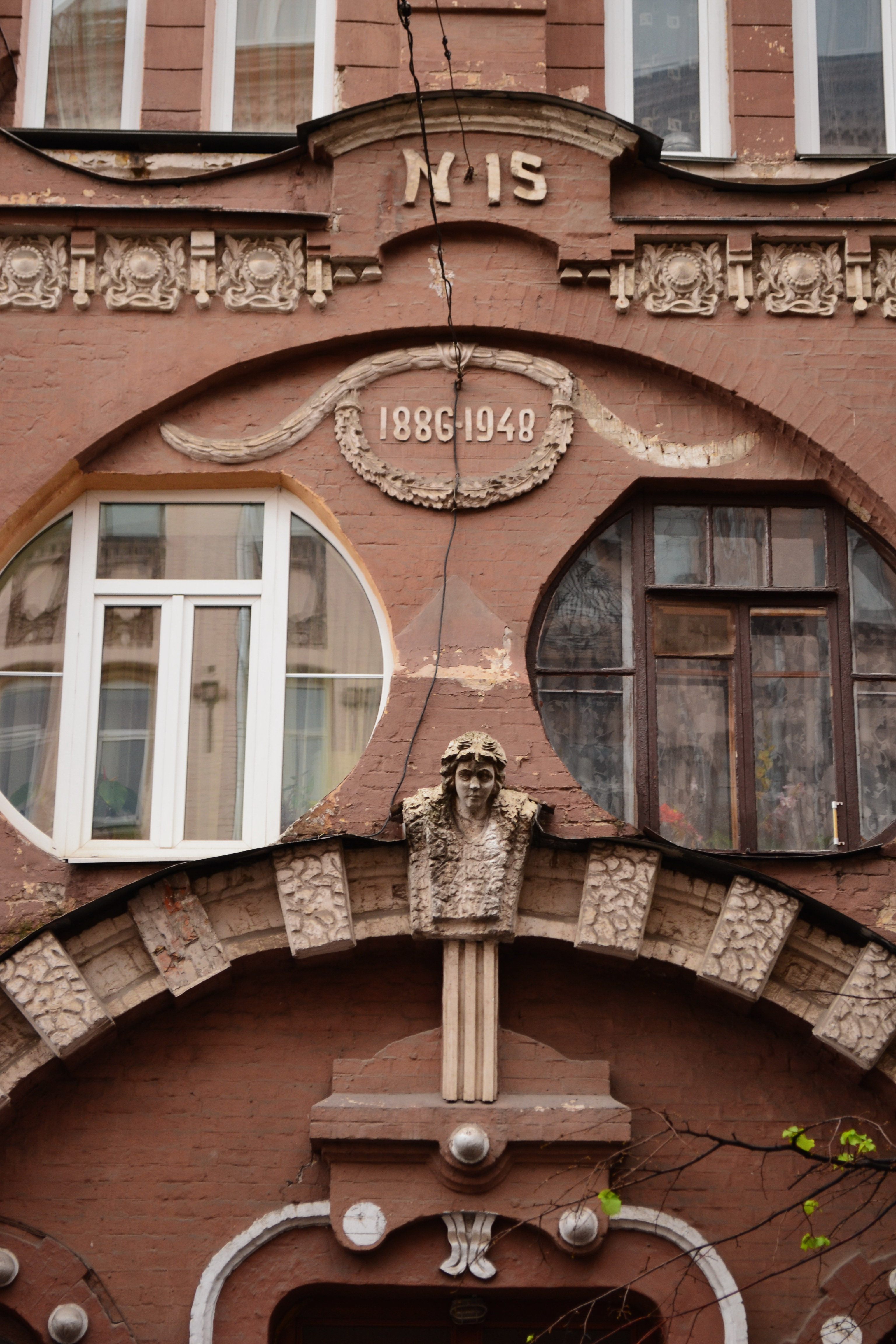
Фрагмент декора парадного фасада
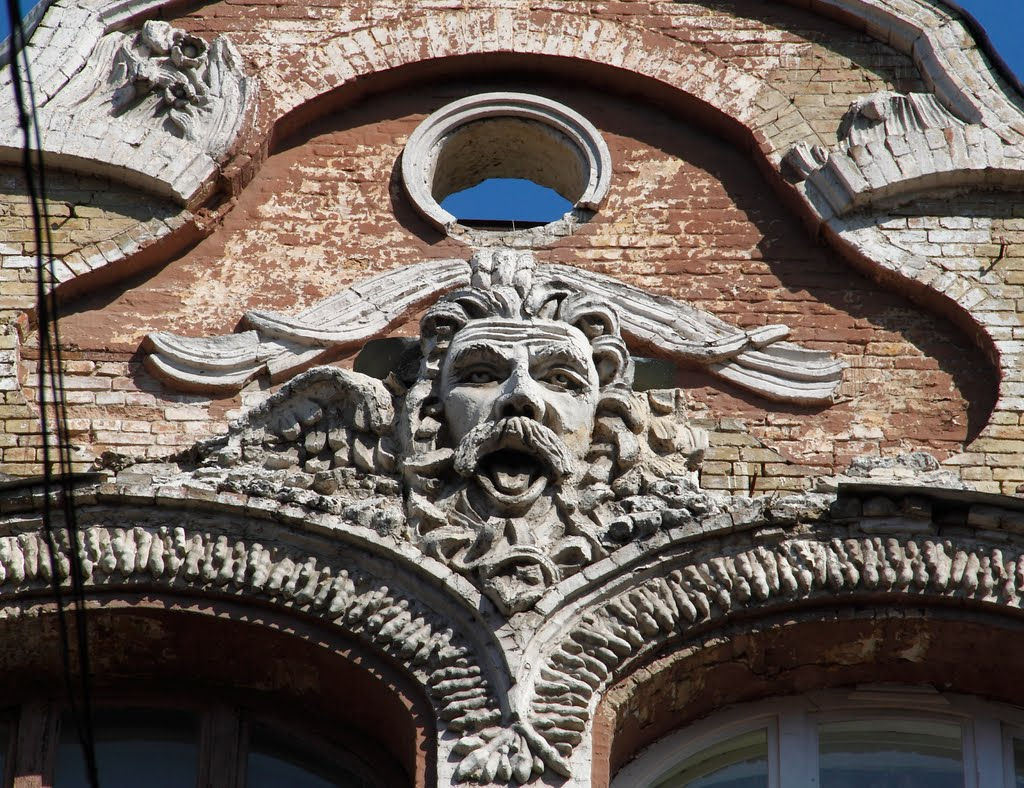
Хронос. Фрагмент фасада
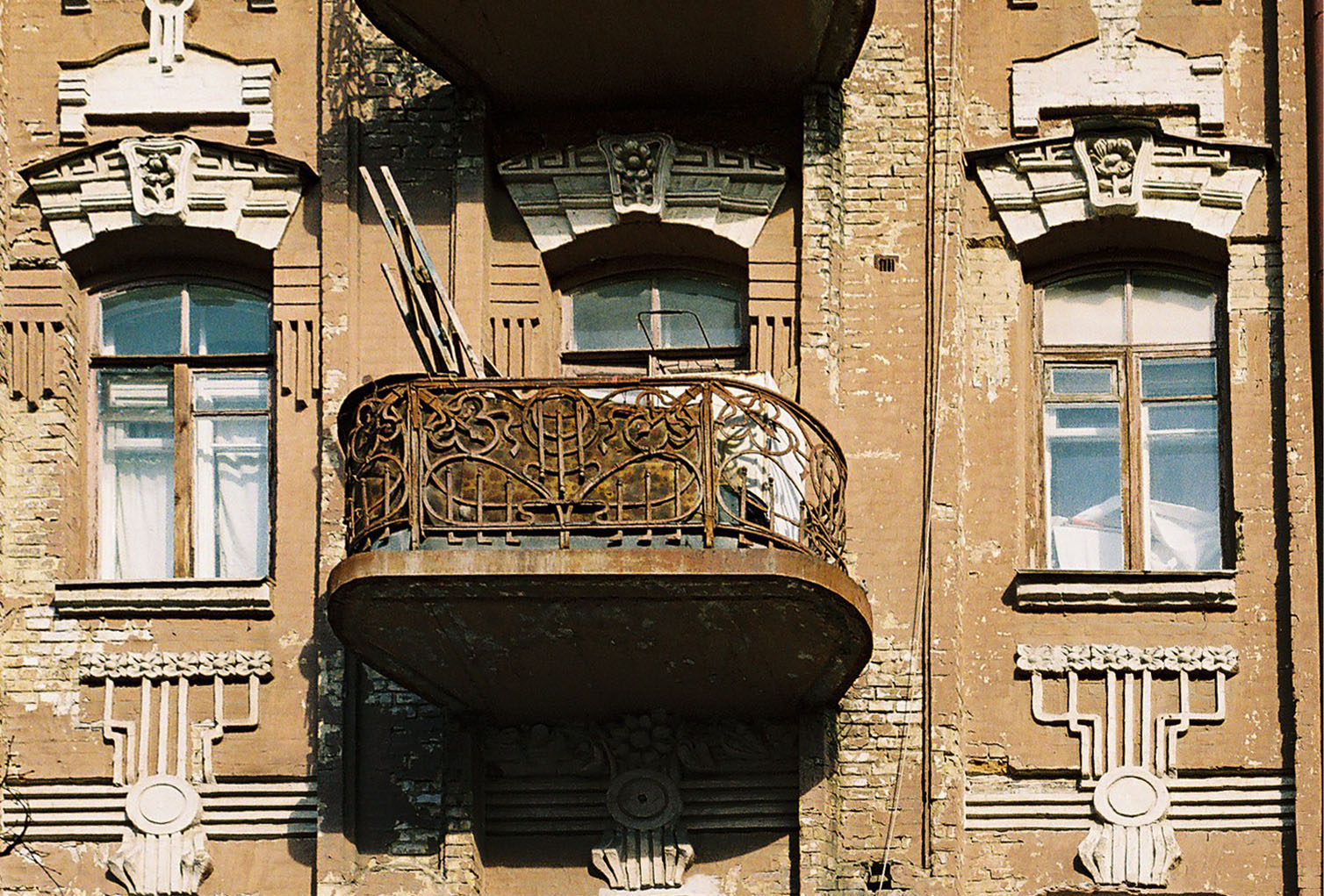
Ограждение балкона